# Devotional Songs
Albums de Nusrat Fateh Ali Khan and Party
The Day, The Night, The Dawn, The Dusk
(1991) Love Songs
(1992)
Devotional Songs est un album de Nusrat Fateh Ali Khan and Party, sorti en 1992. 

## L'album
Encensé par la critique, l'album est un mélange de folk, de flamenco, d'éléments grecs et celtiques, couplés du timbre joyeux de Khan et de chœurs qui s'interpellent jusqu'à la transe. Il fait partie des 1001 albums qu'il faut avoir écoutés dans sa vie. 

### Titres
Tous les titres sont de Nusrat Fateh Ali Khan, sauf mention. 
1. Allah Hoo Allah Hoo (7:37)
2. Yaad-E-Nabi Gulshan Mehka (7:36)
3. Haq Ali Ali Haq (7:23)
4. Ali Maula Ali Maula Ali Dam Dam (Khan, Baba Bulla Shah) (7:44)
5. Mast Nazroon Se Allah Bachchae (6:21)
6. Ni Main Jogi De Naal (Khan, Baba Bulla Shah) (8:10)

### Musiciens
- Majawar Abbas : guitares, mandoline
- Rahmat Ali : harmonium
- Ghulam Fareed, Rahat Fateh Ali Khan : chorale
- Dildar Hussain : tabla
- Maqsood Hussain : voix
- Farrukh Fateh Ali Khan : harmonium, voix
- Nusrat Fateh Ali Khan : voix